# Deus Ex: The Fall
Deus Ex: The Fall — видеоигра, спин-офф серии Deus Ex, в жанре шутер от первого лица, компьютерная ролевая игра и стелс-экшен, разработанная компаниями Eidos Montreal и N-Fusion. Игра была анонсирована 5 июня 2013 года . Как и в Deus Ex: Human Revolution, действия игры происходят в 2027 году. Главным героем является бывший британский SAS наёмник Бен Саксон.
25 февраля 2014 года была анонсирована для Microsoft Windows.

## Критика
| Сводный рейтинг       | Сводный рейтинг    |
| Агрегатор             | Оценка             |
| --------------------- | ------------------ |
| GameRankings          | 70,06 %            |
| Metacritic            | 77/100 (5 обзоров) |
| Иноязычные издания    |                    |
| Издание               | Оценка             |
| Eurogamer             | 5/10               |
| IGN                   | 8,2/10             |
| Русскоязычные издания |                    |
| Издание               | Оценка             |
| Absolute Games        | 60 %               |
| Riot Pixels           | 67/100             |

## Продажи
В 2018 году, благодаря уязвимости в защите Steam Web API, стало известно, что точное количество пользователей сервиса Steam, которые играли в Deus Ex: The Fall — 181 210 человек.
В мае 2022 года стало известно, что число загрузок мобильных проектов Deus Ex: The Fall и Deus Ex: GO достигло 2 млн.